# 马林斯效应

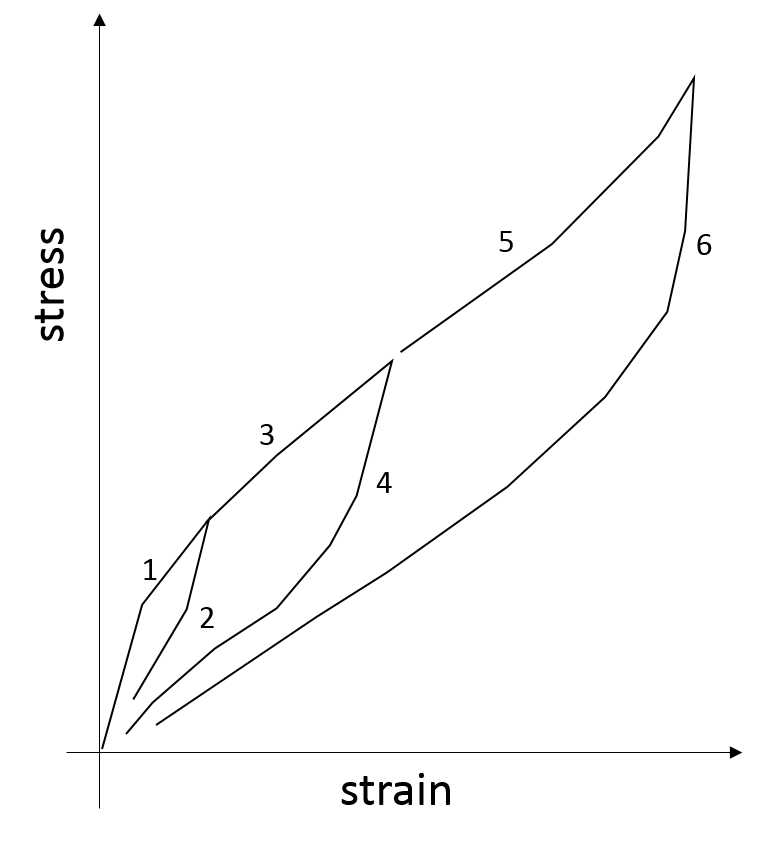
填充橡胶的应力应变曲线，累进软化，此即马林斯效应

马林斯效应是填充橡胶的力学响应的一个特殊性质，其应力应变曲线依赖于其历史上的最大负载，即会发生瞬时和不可逆的软化，此现象以橡胶学家伦纳德·马林斯的名字命名。如果负载小于历史上的最大负载，橡胶主要表现为非线性弹性行为。马林斯效应不要与佩恩效应混淆。
尽管马林斯效应主要是指填充橡胶的应力软化，这一现象在各种橡胶里都发生，包括口香糖（没有填充剂的橡胶）。马林斯及同事的证明，当最大应变时应力为常数时，弹性体收缩应力与添加的碳黑无关。马林斯应力软化是一种粘弹性效应，尽管在填充橡胶中，填充粒子与高分子链键断键，对力学回线有贡献。
已有许多本构模型提出来描述这一效应，比如Ogden-Roxburgh 模型 ，广泛用于各种商业有限元计算软件中。